# Neeraj Chopra
Neeraj Chopra (Hindi नीरज चोपड़ा Nīraj Copṛā [niːrəʤ ˈtʃoːpɽaː]; * 24. Dezember 1997 in Khandra, Haryana) ist ein indischer Leichtathlet, der sich auf den Speerwurf spezialisiert hat. Bei den Olympischen Spielen 2020 gewann er die Goldmedaille in dieser Disziplin mit einer Distanz von 87,58 m und 2023 wurde er Weltmeister.

## Sportliche Laufbahn
Erste internationale Erfahrungen sammelte Neeraj Chopra bei den Jugendweltmeisterschaften 2013 in Donezk, bei denen er mit 66,75 m in der Qualifikation ausschied. Zwei Jahre darauf qualifizierte er sich für die Asienmeisterschaften in Wuhan und belegte dort mit 70,50 m den neunten Platz. 2016 gewann er mit neuem Landes- und Spielerekord von 82,23 m die Goldmedaille bei den Südasienspielen in Guwahati und Silber bei den Juniorenasienmeisterschaften in der Ho-Chi-Minh-Stadt hinter dem Japaner Junya Sado. Daraufhin nahm er an den U20-Weltmeisterschaften in Bydgoszcz teil und siegte dort mit neuem Juniorenweltrekord von 86,48 m vor dem Südafrikaner Johan Grobler und dem Grenader Anderson Peters. Die vorige Bestmarke des Letten Zigismunds Sirmais stand bei 84,69 m. 2015 wurde Chopra indischer Meister im Speerwurf. 2017 gewann er bei den Asienmeisterschaften in Bhubaneswar mit neuem Meisterschaftsrekord von 85,23 m die Goldmedaille und qualifizierte sich damit für die Weltmeisterschaften in London, bei denen er mit 82,26 m in der Qualifikation ausschied. 2018 nahm er zum ersten Mal an den Commonwealth Games im australischen Gold Coast teil und gewann auch dort mit 86,47 m die Goldmedaille vor dem Australier Hamish Peacock und Anderson Peters. Den nächsten Titelgewinn feierte er bei den Asienspiele 2018 in Jakarta, wo er seinen eigenen Landesrekord auf 88,06 m verbesserte. Anschließend wurde er beim Continentalcup in Ostrava mit 80,24 m Sechster. Von November 2017 bis nach den Asienspielen 2018 war der deutsche ehemalige Speerwerfer Uwe Hohn für etwa ein Jahr Cheftrainer der indischen Speerwerfer, darunter auch Neeraj Chopra. Der Vertrag wurde nicht verlängert, da Chopra mit seinen Trainingsmethoden nicht einverstanden war und den deutschen Trainer Klaus Bartonietz bevorzugte. Weiterhin war der indische Verband nicht mit Hohns finanziellen Forderungen einverstanden.
2021 verbesserte er bei den indischen Meisterschaften im nordindischen Patiala seinen eigenen Landesrekord um einen Zentimeter auf 88,07 m. Ende Juni siegte er mit 80,96 m beim Karlstad GP und nahm anschließend an den Olympischen Spielen in Tokio teil, bei denen er mit 87,58 m im Finale die Goldmedaille gewann und damit seinen größten sportlichen Erfolg feierte. Damit ist er erst der zweite Inder nach Abhinav Bindra, der eine Goldmedaille in einer Individualsportart gewinnen konnte und der erste asiatischstämmige Olympiasieger im Speerwurf. Im Jahr darauf siegte er mit 86,69 m bei den Kuortane Games und wurde er bei der Bauhaus-Galan mit neuem Landesrekord von 89,94 m Zweiter. Im Juli gewann er bei den Weltmeisterschaften in Eugene mit 88,13 m im Finale die Silbermedaille hinter dem Grenader Anderson Peters und anschließend siegte er mit 89,08 m bei der Athletissima sowie mit 88,44 m bei Weltklasse Zürich und entschied damit die Diamond League für sich. 2023 siegte er mit 88,67 m bei der Doha Diamond League sowie mit 87,66 m bei der Athletissima. Im August schleuderte er den Speer bei den Weltmeisterschaften in Budapest im Finale auf 88,17 m und gewann damit die Goldmedaille. Anschließend wurde er bei Weltklasse Zürich mit 85,71 m Zweiter, wie auch beim Prefontaine Classic mit 83,80 m. Im Oktober siegte er dann mit 88,88 m bei den Asienspielen in Hangzhou. Im Oktober 2023 wurde er als einer von elf Sportlern für die Auszeichnung als Welt-Leichtathlet des Jahres 2023 nominiert. 2024 wurde er bei der Doha Diamond League mit 88,36 m Zweiter und anschließend siegte er mit 85,97 m bei den Paavo Nurmi Games. Im August gewann er bei den Olympischen Sommerspielen in Paris mit 89,45 m im Finale die Silbermedaille hinter dem Pakistani Arshad Nadeem. Am 16. Mai 2025 stellte er beim Diamond-League-Meeting in Doha mit 90,23 Metern eine neue persönliche Bestleistung und neuen indischen Landesrekord auf und knackte damit erstmals in seiner Karriere die 90-Meter-Marke.
In den Jahren 2015, 2018 und 2021 wurde Chopra indischer Meister im Speerwurf.

## Ehrungen
- Arjuna Award (2018): In Anerkennung für den Sieg bei den Commonwealth Games 2018[10]
- Vishisht Seva Medal (2020)[11]
- Rajiv Gandhi Khel Ratna (2021)